# Purity
Purity è il quinto romanzo di Jonathan Franzen scritto nel 2015.

## Trama
Il libro narra le vicende di Purity Tyler, (Pip) che per ripagare un debito universitario accetta uno stage retribuito presso il Sunlight project, organizzazione clandestina che divulga notizie riservate sui traffici di mezzo mondo. La vicenda si snoda raccontando degli incontri di Pip con il leader di questa organizzazione,  Andreas Wolf, che la portarà a fare un vero e proprio viaggio di formazione e conoscere meglio la sua famiglia.

## Edizioni italiane
- Collana Supercoralli Einaudi, 2016, ISBN 978-88-062-1660-3.